# Женская сборная Кыргызстана по баскетболу 3×3
Женская сборная Кыргызстана по баскетболу 3×3 представляет Кыргызстан на международных соревнованиях по баскетболу 3×3. Управляющим органом является Федерация баскетбола Кыргызской Республики.
По состоянию на 1 сентября 2024, женская сборная Кыргызстана по баскетболу 3×3 занимает 73-е место в мировом рейтинге ФИБА женских сборных по баскетболу 3×3.

## Результаты выступлений
| Турнир                           | Золото | Серебро | Бронза | Всего |
| -------------------------------- | ------ | ------- | ------ | ----- |
| Чемпионат мира по баскетболу 3×3 | —      | —       | —      | —     |
| Чемпионат Азии                   | —      | —       | —      | —     |
| Итого                            | —      | —       | —      | —     |

### Чемпионат мира по баскетболу 3x3
| Год        | Место          | Игры           | Победы         | Поражения      | Состав команды                                                                 |
| ---------- | -------------- | -------------- | -------------- | -------------- | ------------------------------------------------------------------------------ |
| 2012—2016  | не участвовали | не участвовали | не участвовали | не участвовали | не участвовали                                                                 |
| Нант 2017  | 20             | 4              | 0              | 4              | Diana Akzholtoeva, Aigul Dzhaparova, Marina Pechenikhina, Anastasiia Shamonina |
| 2018—н. в. | не участвовали | не участвовали | не участвовали | не участвовали | не участвовали                                                                 |

### Чемпионат Азии по баскетболу 3x3
| Год             | Место          | Игры           | Победы         | Поражения      | Состав команды                                                                |
| --------------- | -------------- | -------------- | -------------- | -------------- | ----------------------------------------------------------------------------- |
| 2013            | не участвовали | не участвовали | не участвовали | не участвовали | не участвовали                                                                |
| Улан-Батор 2017 | 10             | 2              | 0              | 2              | Angelina Mindalina, Juliya Novoselova, Guzal Sharipova, Shirin Kudaibergenova |
| 2018            | не участвовали | не участвовали | не участвовали | не участвовали | не участвовали                                                                |
| Чанша 2019      | 12             | 2              | 0              | 2              | Victoria Gilina, Ksenia Kulik, Ekaterina Mezentseva, Kristina Nekrasova       |
| 2022—н. в.      | не участвовали | не участвовали | не участвовали | не участвовали | не участвовали                                                                |